# Bosal (Unternehmen)
Bosal ist ein multinationales metallverarbeitendes Industrieunternehmen, insbesondere Zulieferer von Halbfabrikaten für die Automobilindustrie und andere Industriezweige. 
Der Hauptsitz des 1923 im niederländischen Alkmaar gegründeten Unternehmens befindet sich heute in Lummen, Belgien. Zur Bosal International-Gruppe gehören insgesamt 16 Produktionsstätten, 7 Vertriebs- sowie 12 Forschungs- und Entwicklungszentren. Die Bosal Deutschland GmbH (70 Mitarbeiter) hat ihren Hauptsitz in Viersen und ein Servicecenter in Garbsen bei Hannover. Die Bosal-Gruppe beschäftigt derzeit insgesamt etwa 2.500 Mitarbeiter. CEO des Unternehmens ist seit Dezember 2018 Rene de Wit.
Das Unternehmen ist in zwei Geschäftsbereiche gegliedert:
In der Sparte Automotive werden vor allem Auspuffanlagen und Abgasregelungssysteme (Fahrzeugkatalysatoren) produziert. Der Automotive-Bereich operiert sowohl im Erstausrüstungs- als auch im Aftermarket-Geschäft. Bosal gilt als einer der führenden Lieferanten von Autokatalysatoren weltweit und ist Marktführer in Deutschland. Im Jahr 2019 wird der Umsatz auf 400 Millionen Euro geschätzt, der von über 2.500 Mitarbeitern in 16 Produktionsstätten, 12 Vertriebszentren und 7 F&E-Zentren erwirtschaftet wird. 
Gemeinsam mit Pley hat Bosal eine SCR-Technologie (Selective Catalyst Reduction) für Diesel-Pkw der Abgasnorm EURO 5 entwickelt. Die Diesel Hardware-Nachrüstung reduziert die schädlichen Stickoxid-Emissionen (NOx) aus dem Verbrennungsprozess von Diesel-Motoren, sodass diese alle Anforderungen der neuen EU-Richtlinie zur Ausnahme von Fahrverboten erfüllen. 
In den eigenen Forschungs- und Entwicklungszentren arbeitet Bosal kontinuierlich an neuen ressourcenschonenden Hightech-Lösungen für Fahrzeuge mit Verbrennungs- sowie Elektromotor und Hybridantrieb. 